# Буково (Неготин)
Општи резерват природе Буково код Неготина, са површином од 10 hа се уредбом Владе Републике Србије из 2007. године ставља под заштиту и сврстава у 2. категорију заштите као природно добро од великог значаја.
Резерват је стављен под заштиту ради очувања полидоминантне мешовите брдске шумске заједнице реликтног карактера, са доминацијом букве и ораха и ради очувања станишта мезијске букве на надморској висини од 70 м, што је најнижа висинска граница распрострањења у Републици Србији, да би се у интересу науке, образовања и културе очувала рефугијалност станишта са специфичном микроклимом.
На подручју резервата постоји и реликтна врста ораха (Juglans regia) и клокочике (Staphilea pinata).
О резервату се стара ЈП Србијашуме.